# Абія-де-лас-Торрес
Абія-де-лас-Торрес (ісп. Abia de las Torres) — муніципалітет в Іспанії, у складі автономної спільноти Кастилія-і-Леон, у провінції Паленсія. Населення — 178 осіб (2010).

## Географія
Муніципалітет розташований на відстані близько 230 км на північ від Мадрида, 45 км на північ від Паленсії.

### Клімат
| Клімат Абія-де-лас-Торреса | Клімат Абія-де-лас-Торреса | Клімат Абія-де-лас-Торреса | Клімат Абія-де-лас-Торреса | Клімат Абія-де-лас-Торреса | Клімат Абія-де-лас-Торреса | Клімат Абія-де-лас-Торреса | Клімат Абія-де-лас-Торреса | Клімат Абія-де-лас-Торреса | Клімат Абія-де-лас-Торреса | Клімат Абія-де-лас-Торреса | Клімат Абія-де-лас-Торреса | Клімат Абія-де-лас-Торреса | Клімат Абія-де-лас-Торреса |
| Показник                   | Січ.                       | Лют.                       | Бер.                       | Квіт.                      | Трав.                      | Черв.                      | Лип.                       | Серп.                      | Вер.                       | Жовт.                      | Лист.                      | Груд.                      | Рік                        |
| Середній максимум, °C      | 6,7                        | 8,9                        | 12,0                       | 13,3                       | 17,2                       | 22,0                       | 26,4                       | 26,7                       | 22,9                       | 16,5                       | 10,7                       | 7,6                        | 15,9                       |
| Середня температура, °C    | 2,7                        | 4,1                        | 6,3                        | 7,8                        | 11,4                       | 15,2                       | 18,7                       | 18,9                       | 15,7                       | 10,9                       | 6,2                        | 3,9                        | 10,2                       |
| Середній мінімум, °C       | −1,2                       | −0,6                       | 0,6                        | 2,2                        | 5,6                        | 8,4                        | 11,0                       | 11,1                       | 8,5                        | 5,3                        | 1,6                        | 0,3                        | 4,4                        |
| Днів з опадами             | 8                          | 8                          | 6                          | 9                          | 10                         | 6                          | 4                          | 4                          | 5                          | 8                          | 8                          | 9                          | 85                         |
| -------------------------- | -------------------------- | -------------------------- | -------------------------- | -------------------------- | -------------------------- | -------------------------- | -------------------------- | -------------------------- | -------------------------- | -------------------------- | -------------------------- | -------------------------- | -------------------------- |
| Джерело: www.yr.no         |                            |                            |                            |                            |                            |                            |                            |                            |                            |                            |                            |                            |                            |

## Демографія
Динаміка населення (INE ):